# Karl Gaulhofer
Karl Leopold Gaulhofer  (* 13. November 1885 in Feldbach, Österreich; † 28. Oktober 1941 in Amsterdam, Niederlande) war ein österreichischer Turnpädagoge, Eugeniker und Kulturkritiker.

## Leben
Karl Gaulhofer wurde am 13. November 1885 als Sohn des Karl Gaulhofer und dessen Ehefrau Johanna in Feldbach geboren und am 16. November 1885 auf den Namen Karl Leopold getauft. Nach seinem einjährigen Wehrdienst studierte er Naturgeschichte, Mathematik und Physik und begann eine einjährige Turnlehrerausbildung an der Universität Graz. Diese schloss er 1908 mit dem Lehrerexamen und 1909 mit einer naturwissenschaftlichen Promotion ab. Er unterrichtete an der Realschule bis Kriegsausbruch, ehe er als Leutnant und später Kommandant im Ersten Weltkrieg hoch dekoriert an der Süd- und an der Ostfront diente. Nach dem Krieg war er für kurze Zeit wieder an derselben Schule, ehe er von 1919 bis 1932 Hilfsreferent (später Referatsleiter) für körperliche Erziehung im österreichischen Bundesministerium für Unterricht wurde. Daneben war er Fachinspektor für den Turnunterricht und konnte so seine Vorstellungen auch in die Praxis transferieren.
Er vertrat eine ganzheitliche Auffassung der Leibeserziehung und fand mit dem von ihm mit Margarete Streicher entwickelten "Natürlichen Turnen" internationale Beachtung. Da in Österreich vor dem Ersten Weltkrieg die Ausbildung der Turnlehrer sich stark an der Vorturnerausbildung orientierte, wollte er eine Bewegungserziehung vom Kinde aus, die sich nicht nur an die begabten Turner wenden sollte, sondern Bewegungsaufgaben stellte, um „vom Kinde aus“ die Bewegungen ausführen zu lassen (und nicht nach einheitlicher Vorgabe zu schulen). Zusammen mit Streicher wollte er das „kinderfeindliche Subordinationsturnen“ nach Adolf Spieß abschaffen. In seiner „Kulturgeschichte der menschlichen Bewegung“ (1930) versuchte er zu klären, was an der Bewegung „natürlich“ (= unabhängig von Kultur) und was „unnatürlich“ sei. Er begründete damit eine Debatte, die im cultural turn erst zwei Generationen später geführt wurde. Mit dem „Natürlichen Turnen“ sollte die Autonomie der Kinder gefördert werden.
Zugleich gelang es Gaulhofer 1928, über eine Verordnung die „Rassenhygiene“ als Teil des Lehrplans im Schullehrplan für körperliche Übungen in der achten Klasse der Mittelschule aufzunehmen, was der erste und zugleich letzte erfolgreiche Versuch war, in Österreich Eugenik im Lehrplan zu etablieren. Mit den Mitteln, die ihm im Unterrichtsministerium zur Verfügung standen, subventionierte er unter anderem die Wiener Gesellschaft für Rassenpflege. Gaulhofer war auch Gründungs- und Vorstandsmitglied des „Österreichischen Bundes für Volksaufartung und Erbkunde“, der um 1930 zu den erfolgreichsten eugenischen Vereinen in Österreich zählte.
Gaulhofer erreichte die Reform der Turnlehrerausbildung an den Universitäten sowie des Schul- und Vereinsturnens in Österreich; er wechselte 1932 aus politischen Gründen in die Niederlande, wo er Rektor der Akademie für körperliche Erziehung in Amsterdam wurde. Er trat nach dem „Anschluss“ im März 1938 der NSDAP bei, der er als führender Eugeniker schon vorher nahegestanden hatte. Im selben Jahr rief er zur politischen Leibesziehung auf, für die „Zucht“ und „Typus“ die Grundlage bilden sollten.
Gaulhofer diente sich in der Partei hoch und wurde nach der deutschen Besetzung der Niederlande Referent beim Reichskommissar. In Deutschland stand ihm Konrad Paschen am nächsten mit seiner Perspektive vom schwächsten Schüler. Den Einmarsch der deutschen Truppen in die Niederlande begrüßte Gaulhofer ausdrücklich und forderte nun eine politische Leibeserziehung in der „Zucht und Typus“ grundlegend seien.
Nach seinem Tod verfasste 1941 einer seiner Schüler, Karl Schindl, einen Nachruf auf Gaulhofer, in dem er ihn als „Kämpfenden für das Dritte Reich“ bezeichnete. „Den Weg zum Nationalsozialismus ging er wissend, ging er mit dem schweren Gewicht eines Mannes, der reif ist und erfahren, der ein Weltbild in sich trägt und ein Bild des größeren Vaterlandes ...“, so Schindl.

## Werke
- Die Fusshaltung, ein Beitrag zur Stilgeschichte der menschlichen Bewegung, 1930 (Neudruck 1969).

- Natürliches Turnen, 3 Bände, 1930–42 (mit Margarete Streicher).
- Grundzüge des österreichischen Schulturnens. 4. Aufl., 1950 (mit Margarete Streicher).
- Das neue Schulturnen. 2. Aufl., 1962 (mit Margarete Streicher).
- System des Schulturnens, und weitere Schriften aus dem Nachlass Gaulhofers. Herausgegeben von Hans Groll, 1966.

## Ehrungen
1968 wurde in Wien-Brigittenau (20. Wiener Gemeindebezirk) die Gaulhofergasse nach ihm benannt.